# Kelneki erődtemplom
A kelneki erődtemplom és vár műemlékké nyilvánított épületegyüttese Romániában, Fehér megyében. A romániai műemlékek jegyzékében a várnegyed részeként az AB-II-a-A-00196 sorszámon szerepel; emellett az Erdély erődtemplomos falvai elnevezésű világörökségi helyszín része.

## Fekvése
Szászsebestől 13 km-rel délkeletre, a Nagyszeben felé tartó 1-es főúton közelíthető meg, a főúttól egy 4 km hosszú bekötő úton.

## Története

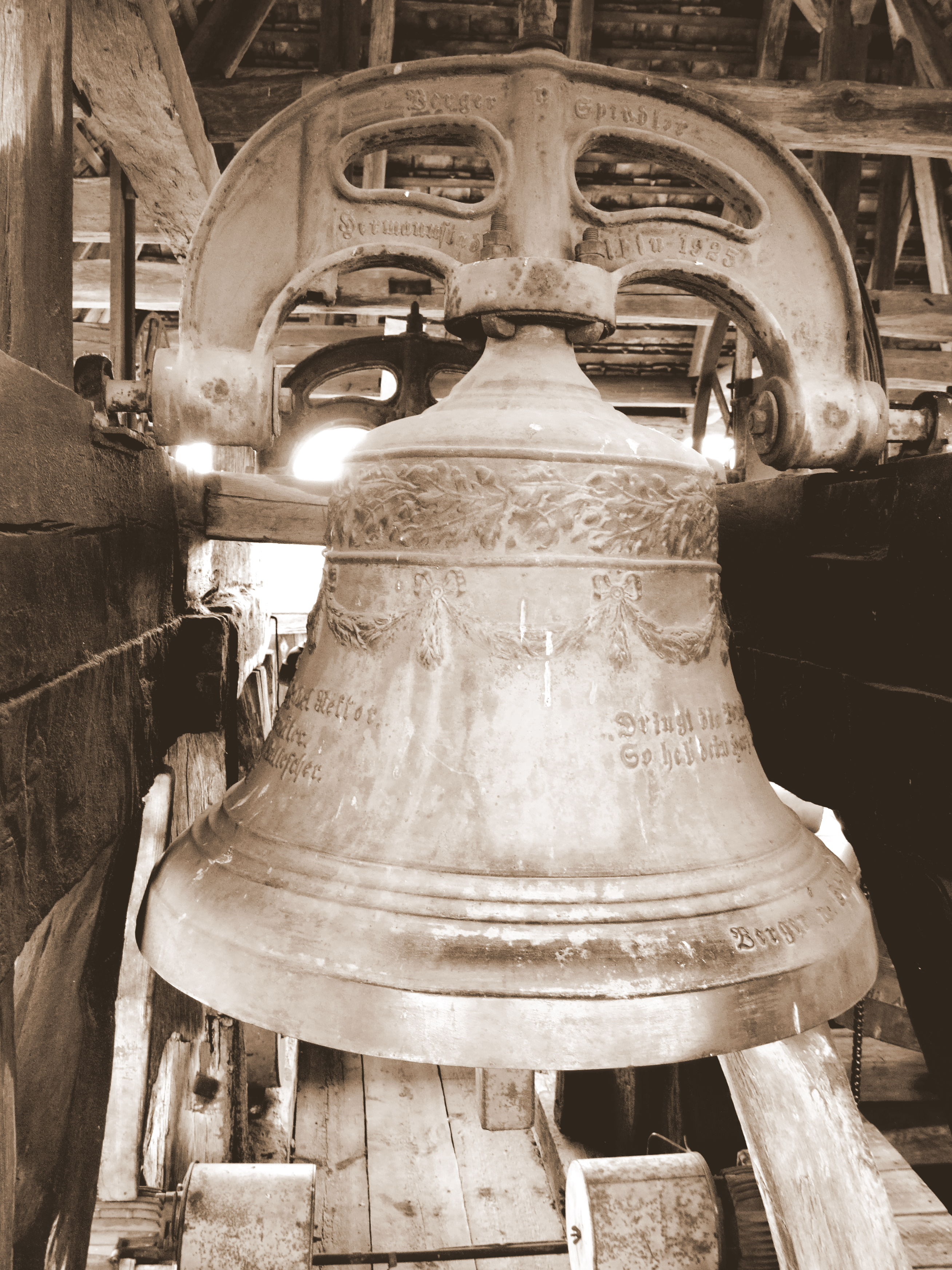
Az erődtemplom harangja

Kelnek nevét 1269-ben  említették először. A települést egykor székelyek lakták. Sepsikálnok székelyei innen települtek át a 12. században. A falu román stílusú templomát még ők építették a 12. században, majd a Kelneki család lakótornyot épített mellé. A szászok kettős védőfallal vették körül, lakótornyát megmagasították. 
A várat a  16. század első évtizedeiben kaputoronnyal és falakkal látták el, majd belső szabálytalan kör alakú udvarában gótikus kápolnát is emeltek. Még ebben a században az öreg tornyot két emelettel kibővítették, újabb várudvar is átadásra került. 
Gótikus csarnoktemplom is épült többszögű szentélyzáródással, azonban ez ma már nem látható, ugyanis a 19. században elbontották.
A mintegy 20 méter magas öregtorony a bővítéssel komoly stratégiai előnyhöz juttatta az ostromlott várnépet. A belső vár falában a régióra jellemző családi tárolókamrákat létesítettek, hogy veszély esetén ide menekíthessék vagyonukat a környék lakói. 
Az erődített komplexum falai előtt Mihály vajda és a tatárok támadása is megbicsaklott (1599; 1658), ám a 18. században elhanyagolták, romlása megindult. Az 1962–1964 közötti években restaurálták a várat, kápolnáját is megmentették.

## Leírása
Az alacsony magaslatra épült, kettős, kör alakú falgyűrűvel övezett épület együttes várudvarának evangélikus kápolnája egyházi funkciót ma már nem tölt be, de falai közt napjainkban történelmi és képzőművészeti kiállításokat szerveznek. 
A nyugati homlokzat kapuja a szászsebesi evangélikus templom mintájára készült késő gótikus stílusban, 1540 körül. Szép, reneszánsz virágmintás festett karzata 1733-ból való, fa szószéke és korabeli freskói vannak.
A várudvaron lévő másik épületben néprajzi gyűjtemény tekinthető meg. 
A vaskos, magas toronyból szép kilátás nyílik a festői környékre. Az erődtemplom az UNESCO műemléki védettsége alatt áll.